# Klub Świętego Ludwika
Klub Świętego Ludwika – zespół muzyki dawnej powstały w 1996 r. z inicjatywy: Jacka Kowalskiego i Jana Gołaskiego, specjalizujący się w wykonywaniu muzyki dawnej: staropolskiej i starofrancuskiej na instrumentach dawnych, w sposób najbardziej zbliżony do sposobu, w jaki muzyka była wykonywana, w okresie jej tworzenia. Początkowo skład zespołu uzupełniali: Ewa Pezacka (śpiew, flety) i Karol Olejniczak (gitara). W 1997 r. do zespołu dołączył Tomasz Dobrzański, twórca aranżacji i rekonstruktor dawnych instrumentów muzycznych. Pełniąc rolę kierownika muzycznego zaprasza on do współpracy w realizacji różnych programów Klubu wykonawców z kręgu muzyki dawnej. Z zespołem grali między innymi: Paweł Iwaszkiewicz, Paweł Muzyka, Jarosław Kopeć, Anna Śliwa, Jacek Muzioł, Agnieszka Obst, Marek Nahajowski, Julia Kosendiak, Henryk Kasperczak, Olga Czernikow, Milena Bukowska, Arkadiusz Wróblewski, Michał Micker i Kazimierz Pyzik.

## Nagrania
- Trubadurzy i truwerzy po polsku (kaseta,1997)
- Pieśń o bitwie pod Grunwaldem (CD, 1999)
- Rycerze dobrej opieki. Pieśni wypraw krzyżowych (CD, 2003)
- Otruta markiza. Stare ballady francuskie (CD, 2005)
- Niezbędnik Krzyżowca. Pieśni i opowieści krucjatowe (książka z reedycją płyty z 2003 r., 2006)
- Niezbędnik Trubadura. Dumania, kancony i romanse (książka plus płyta CD z reedycją nagrań z roku 1997 i 1999, 2007)
- Podróż do dwunastu drewnianych kościółków (CD dołączone do książki, 2008)
- Wojna i Miłość (CD, 2009)